# فلة إبراهيم
فِلَّة إبراهيم هي بلدية تقع في مقاطعة بلد الوليد في قشتالة وليون بإسبانيا. عدد سكان البلدية 1173 نسمة وفقًا لتعداد عام 2004 (INE) .